# Saint-Quentin-la-Tour
Saint-Quentin-la-Tour è un comune francese di 343 abitanti situato nel dipartimento dell'Ariège nella regione dell'Occitania.

## Società

### Evoluzione demografica
Abitanti censiti